# 謝謝，下一位 (歌曲)
《謝謝，下一位》（英語：Thank U, Next）（显示风格为全部小写）是美国歌手爱莉安娜·格兰德的歌曲，收录于她的第五張錄音室專輯《同名录音室专辑》，作为专辑的首发主打单曲于2018年11月3日发行。歌曲是由爱莉安娜、泰勒·莫奈·帕克斯、维多利亚·麦卡茨、汤米·布朗、查尔斯·安德森和迈克尔·福斯特共同创作，后三者亦是歌曲的制作人。歌词中提到了爱莉安娜的旧情，有大肖恩、里基·阿尔瓦雷斯、皮特·戴维森和麦克·米勒。
歌曲打破了一系列记录，包括在Spotify平台中女歌手歌曲单日最高播放量。《謝謝，下一位》的商业情况在美国、英国、澳大利亚、加拿大、芬兰、爱尔兰、马来西亚、新兰和新加坡夺冠排行榜，进入奥地利、爱沙尼亚、匈牙利、荷兰、挪威、葡萄牙、苏格兰、斯洛伐克、瑞典和瑞士的排行榜前十。

## 背景和发行
爱莉安娜的未婚夫皮特·戴维森曾在节目《周六夜现场》中打趣道他们之间已解除的婚约，爱莉安娜在这之后于2018年11月2日发推了一段未知歌曲的歌词。第二天，爱莉安娜在推特上泄露出更多的歌词，并确定是属于名为《謝謝，下一位》的曲目，根据她对歌曲的描述像是其意味与专辑《危险尤物》中的《早知道/归宿》完全相反。亞莉安娜还透露《謝謝，下一位》将是她第五张专辑的标题，她曾在Twitter上为专辑预告了数月。
歌曲無預警于2018年11月3日釋出。

## 创作
《謝謝，下一位》是一首关于自强的歌曲，当中提到了爱莉安娜过去的感情，在歌词“Now I listen and laugh / Even almost got married / And for Pete, I'm so thankful / Wish I could say, 'Thank you' to Malcolm / 'Cause he was an angel,”中涉及到麦克·米勒和皮特·戴维森。爱莉安娜回复粉丝说道“thank u, next...”是她与朋友维多利亚·莫内常说的一句话。
歌曲是以普通拍子下D♭大调谱写的，速度为每分钟108拍。人声范围从Ab3延伸至Eb5。

## 名单
製作名单整理自Tidal。
- 爱莉安娜·格兰德 – 聲樂，創作，聲樂製作
- 汤米·布朗（英语：Tommy Brown (record producer)） – 創作，制作
- 查尔斯·安德森 – 創作，制作
- 迈克尔·福斯特 – 創作，制作
- 约翰·汉恩斯 – 混音协助
- 肖恩·克莱因 – 录音工程协助
- 维多利亚·莫奈（英语：Victoria Monét） – 創作，和声，聲樂制作
- 泰拉·帕克斯 – 創作
- 塞尔班·根尼阿 – 混音
- 比利·希基 – 录音工程
- 布兰登·莫拉斯基 – 录音工程

## 排行榜
| 排行榜（2018年）                     | 最高 排名 |
| ------------------------------------ | --------- |
| 阿根廷（阿根廷热门100）              | 79        |
| 澳大利亚（澳大利亚唱片业协会榜）     | 1         |
| 奥地利（Ö3四十强单曲榜）             | 10        |
| 比利时佛兰德（Ultratop五十强单曲榜） | 18        |
| 比利时瓦隆（Ultratop五十强单曲榜）   | 27        |
| 加拿大（Canadian Hot 100）           | 1         |
| 捷克（百強數位單曲榜）               | 11        |
| 丹麦（Tracklisten）                  | 17        |
| 爱沙尼亚（國際唱片業協會）           | 7         |
| 芬兰（芬蘭官方單曲榜）               | 1         |
| 法国（法國唱片出版業公會）           | 19        |
| 德国（德國官方單曲榜）               | 14        |
| 希腊国际数字单曲（IFPI）             | 1         |
| 匈牙利（四十強單曲榜）               | 3         |
| 匈牙利（四十強串流榜）               | 4         |
| 冰岛（Tonlist）                      | 30        |
| 爱尔兰（愛爾蘭唱片音樂協會）         | 1         |
| 意大利（意大利音乐产业联盟)          | 24        |
| 日本（Japan Hot 100）                | 31        |
| 日本热门海外（《公告牌》）           | 2         |
| 马来西亚（RIM）                      | 1         |
| 荷兰（荷蘭四十強單曲榜）             | 16        |
| 荷兰（百强单曲榜）                   | 3         |
| 新西兰（新西兰唱片音乐协会）         | 1         |
| 挪威（世界之路榜單）                 | 2         |
| 葡萄牙（葡萄牙唱片業協會单曲榜）     | 4         |
| 蘇格蘭（官方榜单公司單曲榜）         | 2         |
| 新加坡（唱片业协会）                 | 1         |
| 斯洛伐克（百強數位單曲榜）           | 5         |
| 韩国国际数字（Gaon）                 | 31        |
| 西班牙（西班牙音樂製作協會）         | 49        |
| 瑞典（瑞典最熱榜）                   | 3         |
| 瑞士（瑞士热门音乐榜）               | 7         |
| 英國（官方榜单公司單曲榜）           | 1         |
| 美国（《告示牌》百大單曲榜）         | 1         |
| 美國（《告示牌》Pop Airplay）        | 33        |